# روابط ایران و بنگلادش
روابط بنگلادش و ایران روابط دوجانبه بین بنگلادش و ایران است. نمایندگان هر دو کشور علی‌رغم نداشتن معاملات عمده یا هر نوع تجارت بزرگ، خواستار گسترش روابط اقتصادی بین دو کشور شده‌اند.

## تاریخ
بسیاری از ایرانیان در طول تاریخ در جستجوی کار و همچنین تبلیغ اسلام به بنگال مهاجرت کردند. دو ایرانی اول، بابا کوتوال اصفهانی و قاضی رکن الدین سمرقندی، در سال ۱۲۰۴ از امپراتوری خوارزمشاهیان مهاجرت کردند و به عنوان آشنایان بختیار خلجی، حاکم نظامی ترک-پارسی به بنگال در جریان تسخیر منطقه، به مدت کوتاهی ایران و بنگلادش را تحت سلطه غورید ایران به بنگال رساندند. حکومت کنند تا زمانی که خوارزمی‌ها بر ایران مسلط شوند.
سلطنت بنگال سنگر مهاجران ایرانی و ترک بود. با فارسی به عنوان یک زبان رسمی، بنگال شاهد ازدیاد فارسی دانشمندان، وکلا، معلمان و روحانیون. در زمان سلطنت غیاث الدین اعظم شاه، سونارگاون با انتشار بسیاری از نثرها و شعرها به مرکز مهم ادبیات فارسی تبدیل شد. قدمت آن به عنوان «عصر طلایی ادبیات فارسی در بنگال» توصیف می‌شود، مکاتبات سلطان با حافظ شاعر پارسی نشان داده می‌شود. هنگامی که سلطان از حافظ دعوت کرد تا غزلی ناقص توسط حاکم را به اتمام برساند، شاعر با اعتراف به عظمت دربار سلطان و کیفیت ادبی شعر بنگالی - فارسی در پاسخ گفت.
امپراتوری تیموری شاهرخ شاه تیموری،پادشاه ایران ایران روابط دیپلماتیک با حال سلطان بنگال جلال الدین محمد شاه. امپراتور شاهرخ پس از تحت فشار قرار دادن سلطان جانپور ابراهیم شاه برای ممانعت از حمله به بنگال «یا پایان دادن به نتیجه، به پایان دادن به جنگ ۵ ساله سلطان نشین بنگال - سلطنت جانپور کمک کرد.» که علامت جانپور را مطیع بود و از حملات خود بر بنگال دست کشید».
ساخی سلامت اصفهانی، بنیانگذار خانواده اشرافی «Prithimpassa»، در سال ۱۴۹۹ از امپراتوری تیموری مهاجرت کرد. در سال ۱۹۵۰، محمدرضا پهلوی ، شاه ایران، ابتدا به بنگال شرقی سفر کرد و چهار روز در کاخ خانواده «Prithimpasha Nawab» اقامت گزید و به دنبال شکار حیات وحش در جنگل‌های املاک رفت.

### جنگ آزادی
در طول جنگ آزادی‌بخش بنگلادش در سال ۱۹۷۱، ایران از نظر سیاسی و دیپلماتیک در کنار پاکستان غربی ایستاد. ایران نگران تجزیه قریب‌الوقوع پاکستان بود که از ترس آن می‌توانست باعث تجزیه دولت به قطعات کوچک شود و در نتیجه محاصره ایران توسط رقبا انجام شود. نیکسون ، رئیس‌جمهور ایالات متحده، ایران را به ارسال لوازم نظامی به پاکستان تشویق کرد. : 61  در آغاز درگیری‌ها، ایران با پناه دادن به هواپیماهای جنگنده PAF و تهیه سوخت رایگان برای شرکت در درگیری، به پاکستان غربی کمک کرده بود تا تمامیت منطقه ای پاکستان را متحد نگه دارد. پس از شکست بسیاری از جت‌های PAF، هواپیمای PAF که جان سالم به در برد تصمیم به پناه بردن در پایگاه‌های هوایی ایران گرفت و از ادامه جنگ خودداری کرد. هنگامی که پاکستان خواستار آتش‌بس یک جانبه شد و تسلیم اعلام شد، شاه ایران با آماده‌سازی ارتش ایران برای آماده‌سازی برنامه‌های احتمالی برای حمله شدید به پاکستان و الحاق استان بلوچستان به طرف دیگر بلوچستان، به هر طریق لازم، قبل از هر کس دیگری آن را انجام داد : 79  ایالات متحده همچنین تجهیزات نظامی را به پاکستان غربی فرستاد و آنها را از طریق ایران مسدود کرد.

## تروریسم
بنگلادش و ایران دربارهٔ همکاری احتمالی در زمینه مبارزه با افراط گرایی گفتگو کرده‌اند. جواد ظریف وزیر امور خارجه ایران در دیدار روز گذشته در هتل سونارگاون گفت: «ما در مورد امکان همکاری مشترک مشترک در مورد افراط گرایی بحث کردیم و جزئیات دقیق چگونگی انجام این کار را بررسی خواهیم کرد.»
وی با همتای بنگلادشی خود، محمود علی، گفتگوهای رسمی داشت و از رئیس‌جمهور عبدالحمید و نخست‌وزیر شیخ حسینا خواستار همکاری شد.

## توسعه نفت
پالایشگاه شرقی، تنها پالایشگاه نفت در بنگلادش، با کمک ایران ساخته شد.